# Alysia avatsha
Alysia avatsha är en stekelart som beskrevs av Sergey A. Belokobylskij 1998. Alysia avatsha ingår i släktet Alysia och familjen bracksteklar. Inga underarter finns listade i Catalogue of Life.